# Santiago Casero
Santiago Casero González (Fuente el Fresno, ) es un escritor español.

## Biografía
Nace en Fuente el Fresno y pasa los primeros años de su vida en Madrid, donde se licencia en Filología Clásica por la Universidad Complutense de Madrid (1987). Es docente de enseñanza pública desde 1989. 
Ha escrito cuatro novelas cortas, una de las cuales, Los huérfanos del tiempo, ganó en 2011 el XXXVI Premio de Novela Corta de la ciudad de Cáceres. En 2012 ganó el VI premio de novela corta "Encina de Plata" de Navalmoral de la Mata (Cáceres) con La memoria de las heridas, una historia localizada en Praga, y este mismo año obtuvo el IV Premio de Novela Corta El Fungible, del ayuntamiento de Alcobendas (Madrid), con El verano de las bestias. En 2016 publicó la novela breve Los jinetes rojos, premio de narrativa de la editorial Titanium.
Es autor asimismo de dos novelas largas, Cerrar los ojos y Huellas de lo humano. Esta última obra resultó finalista en la 66.ª edición del Premio Nadal, en el Premio Internacional de Novela Corta Juan Rulfo de París 2008, en el XIV Premio de Novela Mario Vargas Llosa (Caja Mediterráneo y Universidad de Murcia) de 2010 y en el XXIX Certamen Literario “Felipe Trigo” entre otros certámenes, publicándola finalmente con el título La herida en la Editorial Libros de Ítaca en 2014. 
También ha obtenido el XVIII Concurso Internacional de Relato Corto Elena Soriano, el primer premio en el XXXV Certamen Internacional de Narrativa "Tomás Fermín de Arteta" de Aoiz, Navarra, el XXII Premio Internacional de Cuentos Max Aub, con Varadero de poetas, publicado por la editorial Pre-Textos, el IV Certamen Literario José Saramago de la Sierra de Guadarrama, el XIV Certamen Literario Villa de Navia, el Premio de Relato Corto Fernández Lema, modalidad en Lengua Castellana, 2015, el I Premio de libro de narrativa convocado y publicado por la editorial Titanium en 2016, el XLIV Concurso Nacional de Cuentos José Calderón Escalada, 2016, el I Premio Internacional de Cuentos Carmen Martín Gaite, de Salamanca, en 2017, el LVI Premio de Libros de Cuentos de la Fundación Monteleón, de León (2018) o el V Premio Internacional de Cuento Las Dalias, de Ibiza (2022), además de otros muchos primeros premios o accésits (Gabriel Aresti, Miguel de Unamuno, Ciudad de Torremolinos, Villa de Mazarrón-Antonio Segado del Olmo, Villa de Colindres, Villa de Quintanar, Ciudad de Mula, etc). También ha publicado los relatos La música del mundo, en la edición digital de Letras Libres (Ciudad de México), en octubre de 2011, Las horas equivocadas, en la Revista Internacional de Narrativa Contemporánea The Barcelona Review, en abril de 2013, La pistola de Chéjov en la Revista Iowa Literaria, del programa MFA en Escritura Creativa del Departamento de Español y Portugués de la Universidad de Iowa (Estados Unidos) . y La infección en la prestigiosa página especializada en relato Las Historias, de Alberto Chimal.
Hasta el momento ha recogido parte de su narrativa breve en Eso te salvará (BAM, Colección Ojo de Pez, 2011), Secretos de familia (publicado por la editorial Tantín; premio de cuentos Manuel Llano, 2016, y finalista del Premio Setenil 2018 al mejor libro de cuentos publicado en España) y en otras tres colecciones de relatos, Las horas equivocadas (Editorial La Discreta; finalista del Premio Setenil 2019 al mejor libro de cuentos publicado en España), Once ensayos sobre lo convencional y un cuento (Premio Fundación Monteleón 2018, publicado por Eolas Ediciones) y Las sustituciones (Editorial Edhasa-Castalia, Premio Tiflos de Cuento de la ONCE 2019).

## Obra
- Las voces, Editorial MIC, Madrid, 2023.
- Las sustituciones, Editorial Edhasa-Castalia, Barcelona, 2020.
- Las horas equivocadas, Editorial La Discreta, Madrid, 2019.
- Once ensayos sobre lo convencional y un cuento, Eolas Ediciones, León, 2018.
- Cerrar los ojos, Editorial Carpe Noctem, Madrid, 2018.
- La luz ámbar, Hergar Ediciones, Salamanca, 2017.
- Secretos de familia, Editorial Tantín, Santander, Cantabria, 2017.
- Los jinetes rojos, Editorial Titanium, Torrelavega, Cantabria, 2016.
- La herida, Editorial Libros de Ítaca, Madrid, 2014.
- La memoria de las heridas, Ayuntamiento de Navalmoral de la Mata, Cáceres, 2013.
- El verano de las bestias, Ayuntamiento de Alcobendas, Madrid, 2012.
- Los huérfanos del tiempo, Diputación de Cáceres, 2012.
- Eso te salvará, Ciudad Real: Diputación de Ciudad Real (BAM), 2011.
- Varadero de poetas, Segorbe: Fundación Max Aub - Valencia: Editorial Pre-Textos, 2008.

## Premios
- XXII Premio Internacional de Cuentos Max Aub, 2008 (Varadero de poetas).[4]
- IV Certamen Literario de la Sierra de Guadarrama "José Saramago", 2010 (Orfandad de los zapatos).[5]
- XXXVI Premio de Novela Corta de la ciudad de Cáceres, 2011 (Los huérfanos del tiempo).[6]
- XXXV Premio "Tomás Fermín de Arteta", 2011 (Zeno, Adela y los destinos).[7]
- VI Premio de Novela Corta "Encina de Plata", 2012 (La memoria de las heridas).[8]
- XIV Certamen Literario Villa de Navia, 2012.(Personaje en su laberinto)
- IV Premio de Novela Corta El Fungible, 2012.(El verano de las bestias)
- XVIII Concurso Internacional de Relato Corto Elena Soriano, 2014. (La vigilia de los precipitados)
- Premio de Relato Corto Fernández Lema, 2015.(La noche del apestado)
- XIV Premio Nacional Calicanto de Relato Corto, 2015.(El loco y el escritor)
- I Certamen Literario (libro de narrativa) editorial Titanium, 2016.(Los jinetes rojos)
- XLIV Concurso Nacional de Cuentos José Calderón Escalada, 2016. (La lógica de los ahogados)
- Premio de Cuentos Manuel Llano, 2016. Finalista del Premio Setenil 2018 al mejor libro de cuentos publicado en España. (Secretos de familia)
- I Premio Internacional de Cuentos Carmen Martín Gaite, 2017 (La luz ámbar).[9]
- LVI Premio Internacional de Libro de Cuentos Fundación Monteleón, 2018 (Once ensayos sobre lo convencional y un cuento).[10]
- Premio Tiflos de Cuento de la ONCE 2019 (Las sustituciones)[11]
- V Premio Internacional de Cuento Las Dalias, 2022 (Aunque los amemos tanto).
- XXV Certamen Internacional de Relato Breve de Colindres, Premio Extraordinario, 2023 (El último latinista vivo).
- Primer premio del X Concurso de Relato Ateneo Mercantil De Valencia 2024 (Mensajes desde el optotipo).